# Kentaro Kawatsu
Kentaro Kawatsu (jap. 河津 憲太郎 Kawatsu Kentarō; * 26. September 1914 in Hiroshima; † 24. März 1970) war ein japanischer Schwimmer.

## Karriere
Kawatsu begann seine sportliche Laufbahn auf nationaler Ebene. 1930 brach er den nationalen Rekord über 50 m Rücken. Zwei Jahre später nahm er an den Olympischen Spielen in Los Angeles teil. Hier erreichte er über 100 m Rücken den dritten Rang und sicherte sich somit Bronze. 1934 gewann er bei den Far Eastern Games in Manila den Wettbewerb über 100 m Rücken.
Neben dem Sport besuchte der Japaner die Meiji-Universität in Tokio.